# John McKinlay

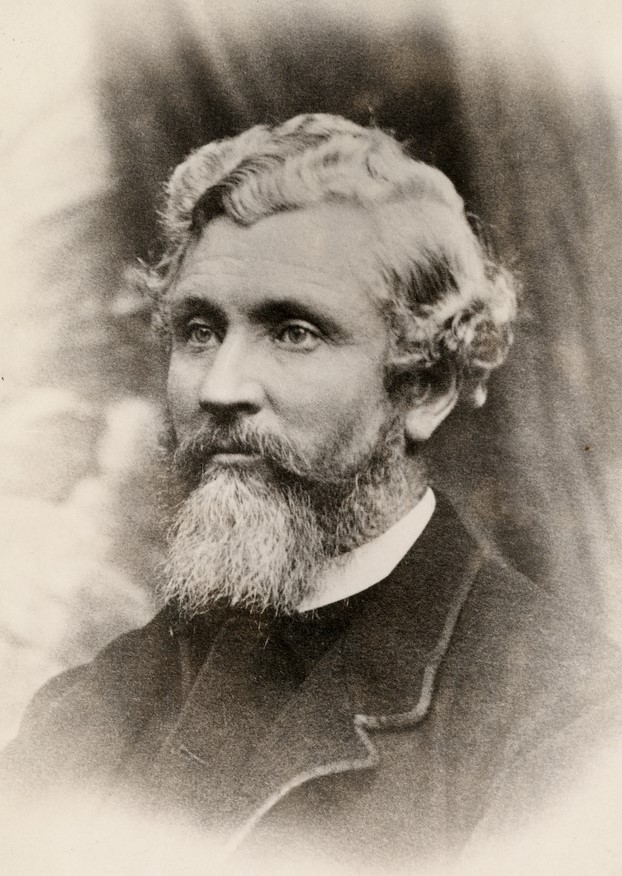
John McKinlay

John McKinlay (* 26. August 1819 in Sandbank in Schottland; † 31. Dezember 1872 in Gawler in South Australia) war ein Forscher in Australien. McKinlay führte eine der Expeditionen zur Rettung der vermissten australischen Entdecker Robert O’Hara Burke und William John Wills. Er führte insgesamt lediglich zwei Expeditionen durch, die ihn allerdings in Australien überaus bekannt machten.

## Leben
John McKinlay wurde in als dritter Sohn des Händlers Dugald McKinlay und seiner Ehefrau Catherine McKellar geboren. McKinlay ging in die Dalinlongart School und wanderte mit seinem Bruder Alexander im Jahre 1836 nach New South Wales in Australien aus. Er und sein Bruder kamen später nach South Australia und kauften Land am Darling River. John McKinlay studierte dort die Gewohnheiten der Aborigines, was ihm bei seinen Expeditionen half. Am 17. Januar 1863 heiratete er Jane Pile.

## Expeditionen
Als Wills und Bourke vermisst wurden, wurde u. a. McKinlay beauftragt, nach ihnen zu suchen. Er verließ Adelaide am 16. August 1861 mit neun Mann, 70 Schafen, zwei Pferden und vier australischen Kamelen. Am 20. Oktober 1861 fand er in der Nähe des Cooper Creek das Grab von Charles Gray, einem Teilnehmer der Expedition von Burke und Wills, und vermutete, dass auch Burke und Wills gestorben waren.
Daraufhin entschied McKinlay, den direkten Weg zum Mount Stuart zu suchen. Schwere Regenfälle und Fluten zwangen ihn jedoch zur Umkehr. McKinlay wandte sich daraufhin in Richtung Golf von Carpentaria und hoffte, auf das Schiff HMVS Victoria zu treffen, welches dort wartete, um eventuell Überlebende der Expedition von Wills und Burke an Bord zu nehmen. Er erreichte am 20. Mai 1862 die Golfküste wenige Meilen vom Treffpunkt entfernt, an dem er wegen des unwegsamen Geländes nicht rechtzeitig ankam. Er entschloss sich, nach Port Denison bei Bowen in Queensland zu gehen, wo er Anfang August ankam und mit einem Schiff nach Adelaide zurückfuhr.
Für seine Expedition erhielt er von der Regierung eine Geldsumme in der Höhe von £1000 und eine goldene Uhr von der Royal Geographical Society von England.
Im September 1865 wurde er beauftragt, das Northern Territory nach Siedlungsplätzen zu erkunden. Außergewöhnlicher starker Regen und Wasserfluten hinderten die Expedition am östlichen Alligator River am Weiterkommen, und McKinlay kehrte unter schwierigen Bedingungen zur Küste zurück. Trotzdem war die Expedition erfolgreich, da von Siedlungsland am Port Darwin und an der Anson Bay berichtet werden konnte.
Nach seinen beiden Expeditionen setzte er sich nahe der Stadt Gawler in South Australia zur Ruhe, wo er verstarb. Dort wurde ihm zu Ehren 1875 ein Monument errichtet.